# Nordlig piplärksångare
Nordlig piplärksångare (Parkesia noveboracensis) är en fågel i familjen skogssångare inom ordningen tättingar. Den häckar i norra Nordamerika och flyttar vintertid till Västindien och norra Sydamerika. Några få individer har påträffats i Västeuropa. IUCN kategoriserar den som livskraftig.

## Kännetecken

### Utseende
Nordlig piplärksångare liknar en piplärka men har längre och distinktare ögonbrynsstreck, kraftigare huvud och näbb, kortare stjärt och vanan att ofta gunga med bakkroppen. Näbben är mörk och ben som är blekt skära. Undersidan är vitaktig eller gultonad. Arten är mycket lik nära släktingen sydlig piplärksångare med brunaktig fjäderdräkt och längsstreckad undersida. Sydlig piplärksångare har dock bredare och vitare ögonbrynsstreck, något kraftigare näbb och är mer sparsamt streckad under på vit botten, ej med gul anstrykning.

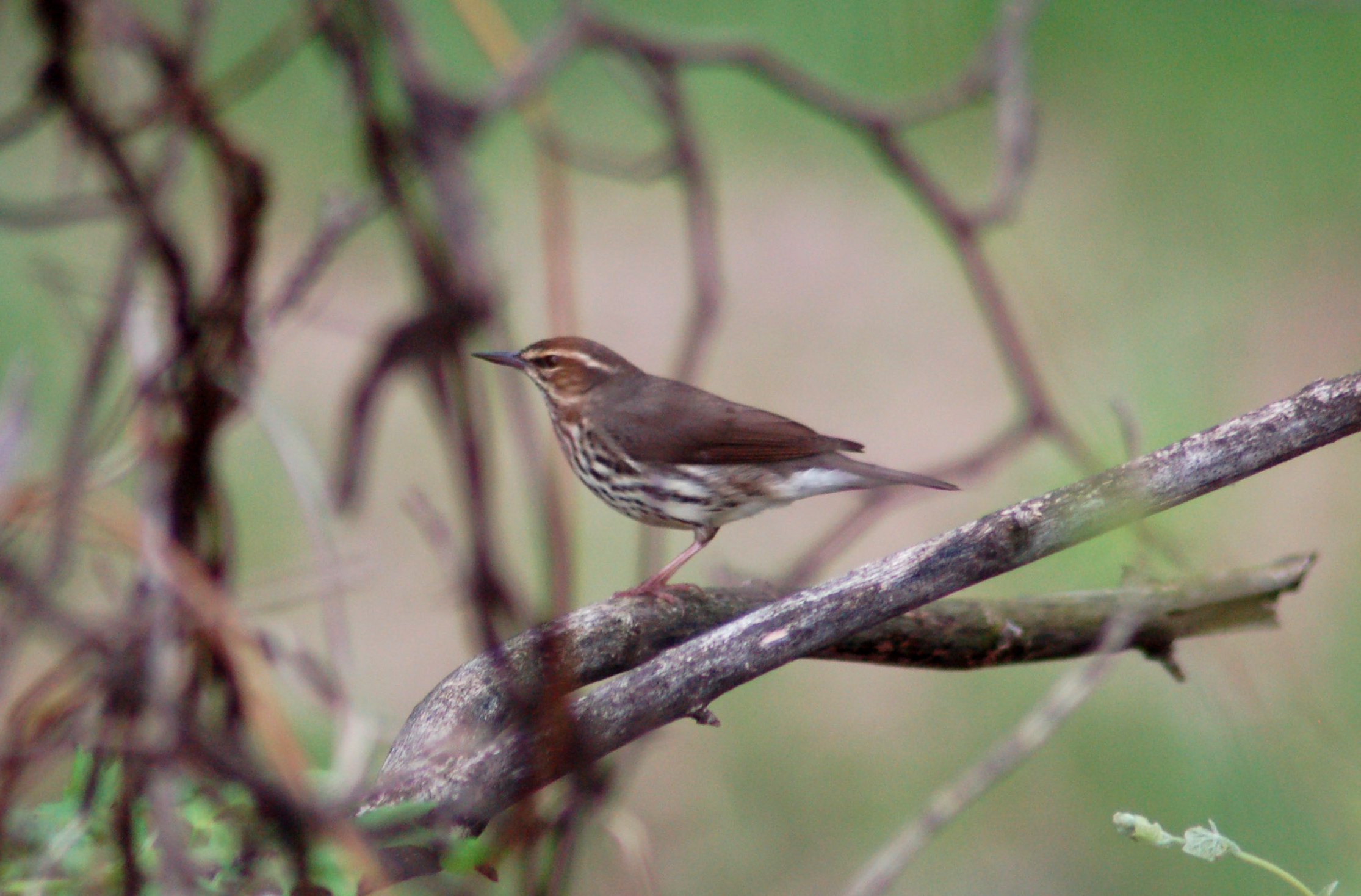

### Läten
Nordlig pipklärksångare är vanlig i täta buskage och småträd intill stillastående eller långsamt flytande vattendrag. Där födosöker den efter insekter utmed vattnets kanter. Födan består huvudsakligen av insekter och leddjur, mollusker och små kräftdjur, ibland även fisk. Fågeln häckar från maj till augusti.

## Utbredning och systematik
Nordlig piplärksångare häckar i norra Nordamerika och flyttar till vinterkvarter i Västindien och norra Sydamerika. Den behandlas oftast som monotypisk, men vissa delar in den i tre underarter med följande utbredning:
- Parkesia noveboracensis notabilis – Alaska och nordvästra Kanada söderut till nordvästra USA (östcentrala Oregon till nordvästligaste Wyoming) och österut till norra Ontario och Stora sjöarna; flyttar vintertid till ett område från Mexiko (från södra Baja California, Sonora och Tamaulipas) söderut genom Centralamerika och Västindien till norra Sydamerika.
- Parkesia noveboracensis limnaea – centrala British Columbia i västra Kanada
- Parkesia noveboracensis noveboracensis – sydöstra Kanada (östra Ontario österut till Newfoundland) samt nordöstra USA (söderut till norra West Virginia); flyttar vintertid till Centralamerika, Västindien och norra Sydamerika.

Arten är en mycket sällsynt gäst om hösten i Europa med ett 30-tal fynd, varav merparten i Azorerna och övriga i Frankrike, Storbritannien, Irland och  Nederländerna.

### Släktestillhörighet
Tidigare placerades arten i släktet Seiurus, men DNA-studier visar att arterna i släktet inte är varandras närmaste släktingar. Nordlig och sydlig piplärksångare har därför lyfts ut till det egna släktet Parkesia.

## Levnadssätt
Den nordliga piplärksångaren håller till på marken ofta nära vatten, längs kanten av en damm eller å.

## Status och hot
Arten har ett stort utbredningsområde och det finns inga tecken på några substantiella hot. Istället tros den öka i antal. Utifrån dessa kriterier kategoriserar IUCN arten som livskraftig (LC). Världspopulationen uppskattas bestå av 17 miljoner vuxna individer.